# Josip Crnogača
Josip Crnogača (?-?), Hajdukov nogometaš iz vremena prije Drugog svjetskog rata. Za Hajduk je odigrao 11 prvenstvenih utakmica i dvije utakmice za Hrvatski kup koji je zbog početka rata 1941. godine prekinut.
U sezoni 1939/40 odigrao je šest utakmica, a prva mu je bila protiv Ljubljane 17. rujna 1939. u Splitu (4:1), i iduće sezone 5 utakmica, a posljednja je protiv protiv Concordije u Zagrebu 20. listopada 1940. (2:1). Bila mu je to posljednja nogometna utakmica.
Od službenih nastupa su i nastupi na Hrvatskom kupu protiv Građanskog iz Šibenika 11. kolovoza 1940. (6:1) u Splitu i uzvratna u Šibeniku sedam dana kasnije (11. 8.) koja je završila sa (3:3).
Za Hajduk je odigrao i 7 prijateljskih utakmica. Zgoditaka nema.
Statistika u Hajduku
| Natjecanje        | Nastupi | Zgoditci |
| ----------------- | ------- | -------- |
| Prvenstvo         | 11      | 0        |
| Kup               | 2       | 0        |
| Superkup          | 0       | 0        |
| Međunarodne       | 0       | 0        |
| Splitski podsavez | 0       | 0        |
| Ukupno            | 13      | 0        |
| Prijateljske      | 7       | 0        |
| Sveukupno         | 20      | 0        |